# Crispino e la comare
Crispino e la comare (deutsche Titel: Crispino und die Gevatterin oder Der Arzt und der Tod oder Doktor Crispin) ist eine phantastisch-komische Oper (Originalbezeichnung: „Melodramma fantastico-giocoso“) in drei oder vier Akten der Brüder Luigi Ricci und Federico Ricci (Musik) mit einem Libretto von Francesco Maria Piave nach Giuseppe Checcherinis Libretto zu Giuseppe Curcios Oper Il ciabattino medico e la morte (1832), das wiederum auf Salvatore Fabbrichesis Komödie Il medico e la morte basiert. Die Uraufführung fand am 28. Februar 1850 im Teatro San Benedetto in Venedig statt.

## Handlung

### Kurzfassung
Erster Akt. Der Flickschuster Crispino und seine Frau, die Geschichtenverkäuferin Annetta, sind völlig verarmt und verschuldet. Ihr Vermieter Don Asdrubale droht daher, sie aus dem Haus zu werfen. Asdrubale verweigert dem Contino del Fiore die Hand seiner Nichte Lisetta, da er sie ihrer Mitgift wegen selbst heiraten will. Lisetta ist aufgrund ihrer unglücklichen Liebe schwer erkrankt und wird erfolglos vom Arzt Fabrizio behandelt. Als Crispino sich aus Verzweiflung in einen Brunnen stürzen will, begegnet er der „comare“ (‚Gevatterin‘), halb Fee, halb der personifizierte Tod, die ihm ihre Hilfe verspricht. Von nun an kann er eine große Karriere als Arzt beginnen, da er mit ihrer Hilfe erkennt, ob ein Patient überleben oder sterben wird. Letzteres ist nur dann der Fall, wenn er sie in der Nähe des Betroffenen erblickt. Zum Start gibt sie ihm einen Beutel Gold, mit dem er seine Schulden bezahlen kann.
Zweiter Akt. Crispino beweist seine neuen Fähigkeiten als Arzt bei der Behandlung des vom Dach gestürzten Maurers Bortolo, den alle anderen Ärzte bereits aufgegeben haben. Man feiert ihn als Wunderdoktor. Nur Asdrubale, der Apotheker Mirabolano, Fabrizio und der Contino misstrauen ihm noch.
Dritter Akt. Crispino ist zu Reichtum gekommen, doch sein Charakter hat unter dem neuen Ruhm stark gelitten. Er verhält sich allen anderen gegenüber hochtrabend und beleidigend. Zuerst streitet er mit Mirabolano über die Behandlung eines seiner Patienten. Als Asdrubale ihn und die anderen Ärzte wegen Lisettas Erkrankung konsultiert, halten die Ärzte sie für unheilbar. Nur Crispino erkennt mit Hilfe der Fee, dass nicht Lisetta, sondern Asdrubale selbst sterben wird. Dieser erliegt unmittelbar darauf einem Schlaganfall, und Crispino vermählt die schnell wieder genesene Lisetta mit dem Contino. Annetta leidet unter Crispinos verändertem Verhalten. Als er nach Padua reisen muss, nutzt sie die Gelegenheit für ein Fest mit ihren Freunden, das Crispinos unerwartete Rückkehr sprengt. Crispino tobt vor Wut. Auch die plötzlich auftretende Fee kann ihn nicht beruhigen, sondern zieht selbst seinen Zorn auf sich. Sie betäubt ihn mit einer Berührung an der Schulter und versetzt ihn in ihr eigenes Reich.
Vierter Akt. In ihrem unterirdischen Gewölbe zeigt die Gevatterin Crispino eine Menge brennender Kerzen, die jeweils das Leben eines Menschen repräsentieren. Auch sein eigenes Licht ist darunter. Die Gevatterin erklärt, dass es aufgrund seiner vielen Sünden zu verlöschen beginne. Sie diktiert ihm sein Testament, dem zufolge sein Vermögen zu großen Teilen wohltätigen Zwecken dienen soll. In einem Spiegel darf Crispino noch einmal seine Familie sehen, die gerade für ihn betet. Als er erschüttert verspricht, in Zukunft ein besserer Mensch zu werden, lässt sie ihn ins Leben zurückkehren. Er erwacht im Kreis seiner Freunde und Verwandten.

### Erster Akt
Ein Platz in Venedig; rechts die Apotheke „Zwei Affen“, ein Café und ein Restaurant; links Crispinos ärmliches Haus, dahinter die Fassade eines Palasts
Szene 1. Während der verarmte Flickschuster Crispino vor seinem Haus arbeitet, liest der Contino del Fiore im Café in einer Zeitung. Die Apothekenmitarbeiter preisen ihr selbst hergestelltes Allheilmittel Theriak (Introduktion: „Batti, batti, pesta, pesta“).
Szene 2. Don Asdrubale, Crispinos Vermieter, begibt sich aus seinem Palast in das Café, wo er Kaffee und Gebäck bestellt. Der Contino träumt von seiner Geliebten, Asdrubales Nichte Lisetta (Romanze: „Bella siccome un angelo“), und Crispino sucht Trost in einem Lied (Canzone: „Una volta un ciabattino“).
Szene 3. Crispinos Frau Annetta erscheint mit einem Korb voller Geschichten- und Liederbüchern, die sie verkaufen will (Cavatine Annetta: „Istorie belle a leggere“). Leider war ihr Tag vollkommen erfolglos. Sie wurde verspottet, mit den Büchern beworfen und sogar sexuell belästigt. Auch jetzt wollen weder der Apotheker Mirabolano noch der Contino etwas kaufen, und Asdrubale wünscht sich nur „ein Stück ihres Herzens“. Als Crispino ihn zurechtweist, verlangt er von diesem die ausgehende Miete. Sonst werde er ihn hinauswerfen und die Möbel behalten (Fortsetzung und Stretta der Introduktion: „Paga i tuoi debbiti“). Weitere Gläubiger stimmen ein, bis Crispino verzweifelt davonläuft.
Szene 4. Asdrubale hält Annetta davon ab, ihrem Mann zu folgen, da er mit ihr reden will (Rezitativ: „Vedi, vedi per te“). Sie kann sich jedoch losreißen.
Szene 5. Asdrubale unterhält sich mit dem Arzt Fabrizio über seine schwer kranke Nichte Lisetta. Fabrizio hat keine Hoffnung mehr auf ihre Genesung. Asdrubale lässt das völlig kalt. Er hatte sie einst heiraten wollen, wurde aber abgewiesen, da sie den Contino liebt. Jetzt kann sie seinetwegen sterben.
Szene 6. Fabrizio hat Mitleid mit Lisetta. Er weiß genau, dass Asdrubale sie nur ihrer reichen Mitgift wegen ehelichen wollte (Rezitativ und Cavatine: „Io sono un po’filosofo“).

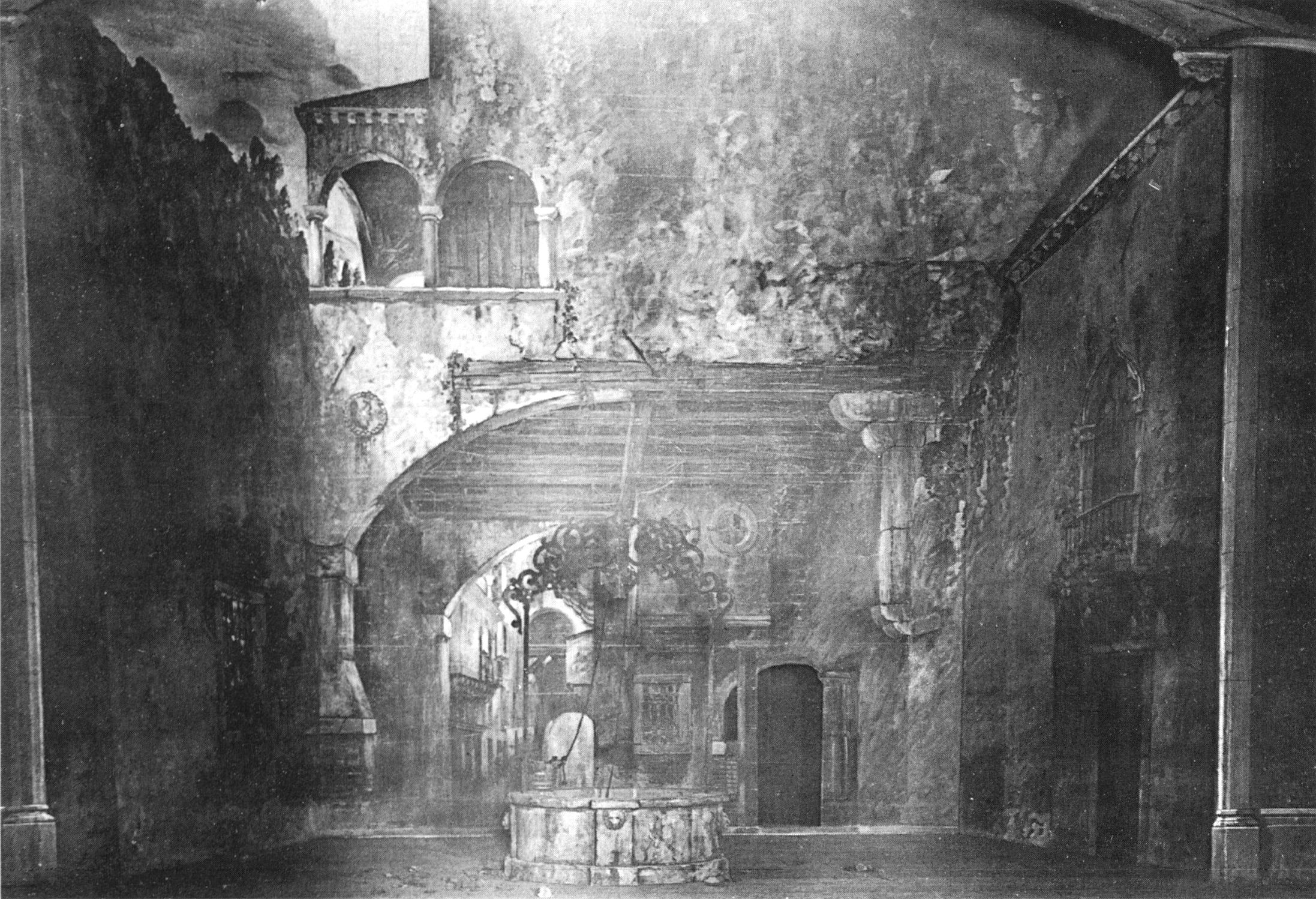
Bühnenbild von Pieretto Bianco, Metropolitan Opera 1919

Abgelegener Ort mit einem Brunnen in der Mitte
Szene 7. Da Crispino keinen Ausweg aus seiner Lage mehr sieht, will er sich im Brunnen ertränken.
Szene 8. Da erscheint plötzlich eine in einen schwarzen Umhang gehüllte Dame vor ihm, eine Mischung aus Fee und dem personifizierten Tod, die sich ihm als seine „comare“ (‚Gevatterin‘) vorstellt und seinen Gehorsam fordert (Große Brunnenszene: „Fermo là“). Crispino erzählt ihr von seinen vielen vergeblichen Versuchen, zu Geld zu kommen, und seiner Frau, die seine Liebe nicht erwidert. Die Gevatterin verspricht ihm ihre Hilfe. Sie will die überhebliche Dummheit der Ärzte strafen und ihn daher selbst in einen mächtigen Arzt verwandeln. Wenn er sie bei einem Krankenbesuch in der Nähe sehe, werde der Betroffene sterben. Wenn sie dagegen nicht anwesend sei, werde er genesen. Auf diese Weise könne er berühmt werden und ein Vermögen verdienen. Bevor sie geht, wirft sie Crispino noch einen Beutel mit Gold zu und verspricht ihm ihren Schutz.
Szene 9. Crispino fragt sich für einen Moment, ob er die Begegnung nur geträumt hat.
Szene 10. Crispino erzählt Annetta von dem Geschehenen. Sie hält die Geschichte von der Fee zuerst für einen Witz. Erst als er ihr den Goldbeutel zeigt, glaubt sie ihm und ist nach einem kurzen Anflug von Eifersucht überglücklich (Duett-Finale: „Vedi o cara“).

### Zweiter Akt
Ein Platz wie in der ersten Szene des ersten Akts
[Szene 1]. Annetta versteht noch nicht ganz, wie Crispino jetzt als Arzt arbeiten kann. Er hat aber zu ihrem Erstaunen bereits von der Gevatterin ein Werbeschild mit dem Namen „Crispino de Tacchetti“ und die passende Kleidung erhalten.
Szene 1 [2]. Annetta zweifelt nicht länger an der Existenz der Fee. Sie freut sich auf ihr neues sorgenfreies Leben in Reichtum (Rezitativ und Arie: „Io non sono più l’Annetta“).
Szene 2 [3]. Mirabolano, Fabrizio, Asdrubale und Passanten betrachten das Türschild des neuen Arztes und lachen sich fast tot (Quartett: „Cosa ha scritto mai“).
Szene 3 [4]. Crispino lässt sich durch den Spott nicht beirren. Als sie ihn auffordern, seine Schulden zu zahlen, wirft er ihnen Geld zu. Die anderen nehmen an, er habe es gestohlen. Crispino bekommt es mit der Angst zu tun. Glücklicherweise erscheint in diesem Moment, nur für ihn sichtbar, die Gevatterin und spricht ihm neuen Mut zu.
Szene 4 [5]. Der Contino ruft die anwesenden Ärzte um Hilfe, da der Maurer Bortolo vom Dach gestürzt ist und sich schwer verletzt hat (Ensemble: „Ah signori, signori“). Mirabolano und Fabrizio untersuchen den Mann und sehen keine Hoffnung mehr für ihn. Crispino dagegen schaut sich kurz um und erklärt, da er die Gevatterin nirgends finden kann, dass er ihn retten könne. Er lässt sich Zutaten für ein spezielles Rezept aus Brot, Salami, Austern und Wein bringen (Behandlung Crispinos: „Recipe panam candidam“), legt etwas davon auf den Verwundeten und isst selbst den Rest. Dann haucht er Bortolo an und befiehlt ihm, aufzuwachen. Zum Erstaunen der Zuschauer öffnet Bortolo die Augen (Sextett: „Quanti baci vorrei dare“). Crispino lässt ihn für eine Weile auf seinem eigenen Bett ruhen (Crispino: „Sul mio letto“).
Szene 5 [6]. Crispino prahlt vor Fabrizio, Asdrubale und Mirabolano mit seinem Erfolg.
Szene 6 [7]. Die Menge feiert den neuen Wunderdoktor (Stretta: „Viva il povero Crispino“). Nur Asdrubale, Mirabolano, Fabrizio und der Contino sind skeptisch.

### Dritter Akt
Platz wie in der ersten Szene des ersten Akts; Crispinos Haus wurde prächtig ausgebaut und hat jetzt einen Balkon
Szene 1 [–]: Noch immer wird Crispino bejubelt (Introduktion, Chor der Ausrufer: „Zitti adesso“).
Szene 2 [–]: Crispino zeigt sich der Menge auf seinem Balkon und wirft ihnen einige Geldstücke zu.
Szene 3 [1]. Der Contino bittet Fabrizio, seiner Patientin Lisetta auszurichten, wie sehr er sie liebe (Rezitativ und Duett: „Ehi contin…“). Fabrizio findet dies völlig unangemessen, lässt sich aber durch den wortgewandten Contino und dessen Versprechen, ihm die Mitgift zu überlassen, überreden.
In der Apotheke „Zwei Affen“
Szene 4 [2]. Mirabolano beklagt, dass seit dem Erfolg des Schusters niemand mehr die anderen Ärzte und Apotheker konsultiert (Rezitativ: „Dacchè questo malnato“).
Szene 5 [3]. Crispino diktiert Mirabolano ein absurdes Rezept für den Grafen Pandolfetti, den Mirabolano bereits seit einem Jahr vergeblich behandelt. Alle bisherigen Arzneien seien in den Kanal geworfen worden, und er habe ihm eine „natürlichere“ Behandlung verordnet. Die Szene endet mit gegenseitigen Beschimpfungen.
Szene 6 [4]. Von dem Lärm angelockt, erscheint Fabrizio und muss sich die Argumente der beiden anhören (Buffo-Terzett: „Di Pandolfetti medico“). Er erinnert sie daran, dass ein Arzt immer höflich und offen sein und niemand die Reputation eines anderen untergraben solle. Leider zieht er damit beider Zorn auf sich selbst.
Salotto in casa di don Asdrubale.
Szene 7 [5]. Asdrubale hat alle Ärzte der Gegend zu sich gerufen, um über Lisettas Behandlung zu beraten (Chor der Ärzte: „Misteri impenetrabili“).
Szene 8 [6]. Crispino verursacht einen Skandal, indem er verkündet, dass die anderen gleich wieder gehen könnten (Pezzo concertato: „Son tutti medici?“). Asdrubale und Mirabolano führen Lisetta herein (Sextett: „Qual ti veggo“). Die Ärzte sind sich einig, dass ihr nur noch eine oder zwei Stunden bleiben. Crispino jedoch, der die Gevatterin nirgendwo sieht, behauptet, sie werde überleben. Plötzlich erscheint die Fee neben Asdrubale. Crispino gibt Lisetta eine Tablette und erklärt, dass sie noch vor Sonnenuntergang ihren Geliebten heiraten und nicht sie, sondern Asdrubale sterben werde („Volete ch’io vi schiccheri“). Dieser bricht tatsächlich zusammen und wird von Mirabolano in einen Nebenraum gebracht. Die Fee folgt ihnen.
Szene 9 [7]. Crispino verspottet die anderen Ärzte. Lisetta und der Contino hingegen sind erleichtert.
Szene 10 [8]. Mirabolano berichtet, dass Asdrubale tatsächlich an einem Schlaganfall gestorben sei. Crispino gibt dem Contino einen seiner Ringe und bittet die anderen, als Trauzeugen zu fungieren. Er selbst vermählt das Paar, das sich anschließend mit Fabrizio zurückzieht.
Szene 11 [9]. Die anderen Ärzte verlassen beschämt das Haus.
Wohnzimmer in Crispinos Haus.
Szene 12 [10]. Crispino wurde nach Padua gerufen, und Annetta hat diese Gelegenheit genutzt, um ihre Freunde und Verwandten zu einer Karnevalsfeier einzuladen (Szene: „Entrate pur“). Sie serviert Frittole, ein italienisches Gebäck, das sie in einer Canzone in venezianischem Dialekt vorstellt („Piero mio, go qua una frittola“).
Szene 13 [11]. Plötzlich tritt Crispino ein. Er ärgert sich über die Feier in seinem Haus, verballhornt das Lied (Finale III: „Xe qua Piero“) und wirft den Tisch um. Alle versuchen, sich in den Nebenzimmern in Sicherheit zu bringen.
Szene 14 [12] „ultima“. Gerade als Crispino die Tür zum Zimmer Annettas aufgebrochen hat, erscheint die Gevatterin. Noch immer aufgebracht, bedroht er auch sie und erklärt, sie nicht länger zu benötigen. Sie berührt ihn an der Schulter, worauf er bewusstlos auf einen Stuhl sinkt und mit ihr verschwindet.

### Vierter Akt
Unterirdisches Gewölbe; im Vordergrund zwei große weiße Statuen auf schwarzen Sockeln: rechts die Zeit, links das Gericht; in der Mitte ein Spiegel, dessen Rahmen eine sich in den Schwanz beißende Schlange darstellt
Szene 1 [13]. Die Gevatterin stellt Crispino ihr Reich vor (Szene der kleinen Lichter: „Eccoci giunti“). Eine große Zahl kleiner Kristallvasen werden sichtbar. Sie enthalten brennende Kerzen, von denen eine gerade verlöscht. Die Gevatterin erklärt, dass dies die Kerze eines Ehebrechers sei, daneben die eines Librettisten, eines Wucherers, eines Sänger-Impresarios, diejenige von Crispinos Frau und seine eigene. Auch die letztere scheint zu verlöschen, und die Gevatterin führt dies auf seine vielen Sünden zurück. Als Crispino fliehen will, gibt sie sich ihm als der Tod persönlich zu erkennen, dem niemand entkommen könne. Er solle auf der Stelle sein Testament machen (Duett des Testaments), wobei die Statue der Gerechtigkeit als Notar fungieren werde. Zehn Witwen sollen jeweils hundert Dublonen erhalten, Venedigs Flickschuster 100.000 Fiorini und jeder seiner Verwandten 120 Dublonen. Den Rest sollen seine Frau und seine Kinder erben. Jetzt sei es an der Zeit, ihr in die Ewigkeit zu folgen. Crispino fleht sie an, ihm wenigstens noch eine halbe Stunde mit seiner Familie zu gönnen. Der Spiegel erleuchtet sich und zeigt seine Angehörigen, die für ihn beten. Crispino verspricht der Gevatterin, in Zukunft ein guter Ehemann und Vater zu sein, wenn sie ihn zurückkehren lasse. Sie gewährt ihm den Wunsch.
Ein Zimmer in Crispinos Haus
Szene 2 [14] „ultima“. Crispino sinkt bewusstlos auf einen Stuhl und erwacht in einem Raum seines Hauses, umgeben von seiner Familie, Freunden, Fabrizio, Mirabolano und dem Contino. Alle freuen sich, dass er wieder unter den Lebenden weilt (Szene und Schlusscabaletta Annetta: „Non ho gioja in tal momento“).

## Gestaltung

### Orchester
Die Orchesterbesetzung der Oper umfasst die folgenden Instrumente:
- Holzbläser: Piccoloflöte, Flöte, zwei Oboen, zwei Klarinetten, zwei Fagotte
- Blechbläser: vier Hörner, zwei Trompeten, drei Posaunen, Bombardon
- Pauken, Schlagzeug: große Trommel, kleine Trommel, Triangel
- Streicher

### Musiknummern
Ungefähr zwei Drittel der Oper stammen von Luigi Ricci. Sein Bruder Federico komponierte die Nummern 7–9 des ersten Akts sowie die Nummern 18–21 und 23–24 des dritten Akts.:7 Die hier angegebenen Musiknummern entsprechen dem 1860 bei Escudier in Paris erschienenen Klavierauszug.
Erster Akt
- Nr. 1 Präludium und Introduktion: „Batti, batti, pesta, pesta“
- Nr. 2 Romanze (Contino): „Bella siccome un angelo“
- Nr. 3 Canzone des Flickschusters (Crispino): „Una volta un ciabattino“
- Nr. 4 Cavatine (Annetta): „Istorie belle a leggere“
- Nr. 5 Fortsetzung und Stretta der Introduktion (Chor, Mirabolano, Asdrubale): „Paga i tuoi debbiti“
- Nr. 6 Rezitativ nach der Introduktion (Annetta, Asdrubale): „Vedi, vedi per te“
- Nr. 7 Rezitativ und Cavatine (Fabrizio): „Io sono un po’filosofo“
- Nr. 8 Große Brunnenszene (Crispino, Gevatterin): „Fermo là“
- Nr. 9 Duett-Finale (Annetta, Crispino): „Vedi o cara“

Zweiter Akt
- Nr. 10 Rezitativ und Arie (Annetta): „Io non sono più l’Annetta“
- Nr. 11 Finale II. Quartett: „Cosa ha scritto mai“
- Nr. 12 Ensemble des Finale II: „Ah signori, signori“
- Nr. 13 Behandlung des Doktor Crispino: „Recipe panam candidam“
- Nr. 14 Sextett des Finale II: „Quanti baci vorrei dare“
- Nr. 15 Fortsetzung des Finale II (Crispino): „Sul mio letto“
- Nr. 16 Stretta des Finale II: „Viva il povero Crispino“

Dritter Akt
- Nr. 17 Introduktion, Chor der Ausrufer: „Zitti adesso“
- Nr. 18 Rezitativ und Duett (Fabrizio, Contino): „Ehi contin…“
- Nr. 19 Rezitativ vor dem Buffo-Terzett (Mirabolano): „Dacchè questo malnato“
- Nr. 20 Buffo-Terzett (Mirabolano, Crispino, Fabrizio): „Di Pandolfetti medico“
- Nr. 21 Chor der Ärzte: „Misteri impenetrabili“
- Nr. 22 Pezzo concertato: „Son tutti medici?“
- Nr. 23 Sextett im Pezzo concertato: „Qual ti veggo“
- Nr. 24 Fortsetzung und Stretta des Pezzo concertato: „Volete ch’io vi schiccheri“
- Nr. 25 Szene vor der Canzone della frittola: „Entrate pur“
- Nr. 26 Canzone della frittola (Annetta): „Piero mio, go qua una frittola“
- Nr. 27 Finale III: „Xe qua Piero“

Vierter Akt
- Nr. 28 Szene der kleinen Lichter: „Eccoci giunti“
- Nr. 29 Duett des Testaments (Crispino, Gevatterin): „Testamento!“
- Nr. 30 Szene und Schluss-Cabaletta (Annetta): „Non ho gioja in tal momento“

### Musik
In Crispino e la comare verbinden sich die Tradition der Opera buffa des vorangegangenen Jahrhunderts mit den phantastischen Elementen der französischen Opéra féerie (Feenoper), einer Variante der Opéra-comique. Es handelt sich ähnlich wie bei Donizettis Opern L’elisir d’amore und Don Pasquale um „hybride Nachklänge eines Genres […], das mit Rossinis komischen Opern erloschen war“ (Henze-Döhring). Die Rolle des sich mehrmals charakterlich wandelnden Crispino stellt hohe darstellerische Anforderungen.
Die Komposition orientiert sich an der späteren Opera buffa, wofür beispielsweise der Chor „Batti, batti, pesta, pesta“ (I:1) oder die Romanze des Contino „Bella siccome un angelo“ (I:2) zeugen. Der musikalische Stil ist als durchaus eigenständig zu bewerten. Er steht nicht einfach in der Nachfolge Rossinis, sondern bezieht seine Inspiration auch aus der neapolitanischen Volksmusik und deren Tanzrhythmen. Einige der Ensembles werden zu den gelungensten Stücken der Gattung gerechnet. Zu den bedeutendsten Nummern gehören neben der viel gesungenen Arie „Io non sono più l’Annetta“ (II:1) das Buffoterzett „Di pandolfetti medico“ (III:6) und das satirische Sextett „Qual ti veggo“ (III:8). Die Musik steht den Opern Donizettis an „Geist, Witz und Situationskomik“ kaum nach, mangelt aber etwas „an melodischer Erfindungskraft und damit zusammenhängend an jener dramatischen Stringenz, wie sie den Höhepunkten der Gattung eignet“. Der häufige Gebrauch vorhersehbarer symmetrischer Formen erscheint nicht zeitgemäß.

## Werkgeschichte
Der Komponist Luigi Ricci war Anfang der 1830er Jahre mit seinen Opern für die Mailänder Scala und Rom erfolgreich. Er zog sich allerdings 1838 nach dem Fehlschlag seiner Fassung von Le nozze di Figaro für sieben Jahre vom Opernbetrieb zurück. In dieser Zeit entstanden mehrere Opern seines Bruders Federico Ricci, die gut aufgenommen wurden. Ab 1835 arbeiteten die beiden Brüder einige Male an gemeinsamen Opernprojekten. Der (informelle) Auftrag für Crispino e la comare ging ursprünglich vermutlich an Luigi, der seinen Bruder erst nachträglich hinzuzog. Von ihm stammt auch der Großteil der Musik. Das Libretto verfasste Francesco Maria Piave nach Giuseppe Checcherinis Libretto zu Giuseppe Curcios Oper Il ciabattino medico e la morte (1832). Dieses wiederum ist eine Bearbeitung der Komödie Il medico e la morte von Salvatore Fabbrichesi, die 1806 in Neapel erschienen war. Die Hauptfiguren und die Liebesgeschichte zwischen Lisetta und dem Contino gehen auf die französische Komödie Crispin Médecin (Paris 1647) von Noël Le Breton, sieur de Hauteroche zurück, auf deren Basis in den folgenden Jahrhunderten zahlreiche Komödien und Vaudevilles entstanden.:7
Bei der Uraufführung am 28. Februar 1850 im Teatro San Benedetto in Venedig sangen Carlo Cambiaggio (Crispino Tacchetto), Giovannina Pecorini (Annetta), Luigi Rinaldini (Fabrizio), Luigi Ciardi (Mirabolano), Giuseppe Pasi (Contino del Fiore), Angelo Guglielmi (Don Asdrubale), Palmira Prinetti (Lisetta) und Giovannina Bordoni (Gevatterin). Vor allem der damals berühmte Bassbuffo Cambiaggio in der Titelrolle dürfte den Erfolg der Produktion gesichert haben.
Anschließend verbreitete sich das Werk schnell weltweit. Noch im selben Frühjahr wurde es im Mailänder Teatro Re gegeben, im Herbst in Parma. In beiden Fällen sang wieder Cambiaggio die Titelrolle. Es folgten Aufführungen in vielen weiteren italienischen Städten. Das Uraufführungstheater in Venedig nahm es 1853, 1857, 1869 und 1887 wieder auf. In Genua gab es eine ununterbrochene Aufführungsreihe von 1855 bis 1858 und viele spätere Wiederaufnahmen. Eine der letzten historischen Produktionen in Italien fand 1937 im Teatro Carignano in Turin statt.
Belegte Aufführungen außerhalb Italiens waren:
- 1853: Konstantinopel.[1]
- 1854: Barcelona, Gran Teatre del Liceu.[8]
- 1854: Korfu.[8]
- 1856: Malta.[7]
- 1858: Cádiz – spanisch als Crispin y la comadre; Übersetzung: José Sanz Pérez; musikalische Bearbeitung: Ventura Lamadrid.[7]
- 1857: London, St. James Theatre.[1]
- 1861: Rio de Janeiro – portugiesisch; dort auch 1875 in italienischer Sprache.[7]
- 1865: Paris, Théâtre-Italien.[1]
- 1865: New York, Brooklyn Academy of Music – mit Agostino Rovere und Clara Kellogg.[1]
- 1865: Warschau.[7]
- 1866: London, Covent Garden – mit Giorgio Ronconi als Crispino.[1]
- 1866: Mexiko-Stadt.[1]
- 1866: Lüttich und Brüssel – französisch als Le docteur Crispin;[5] Übersetzung: Charles Nuitter und Louis-Alexandre Beaume, musikalisch erweitert von Federico Ricci; 1869 auch am Théâtre de l’Athénée in Paris.[1][7]
- 1867: Wien, Berlin, Baden-Baden, Lissabon, Buenos Aires und Santiago de Chile[1][7]
- 1868: Madrid und Sankt Petersburg.[1]
- 1869: Prag – tschechisch; Übersetzung: J. Böhm.[7]
- bis 1870: Amerika-Tournee von Giorgio Roncini mit Aufführungen in New York, Philadelphia, Boston, Baltimore, Washington, Chicago und Saint Louis; die Rolle der Annetta übernahmen Clara Kellogg, Ángela Peralta und Minnie Hauk.[1]
- 1870: Breslau – deutsch; auch 1887 in Stuttgart.[7]
- 1870: Kairo.[7]
- 1874: Zagreb – kroatisch; Übersetzung: A. M. Bišćan.[7]
- 1874: Sydney.[7]
- 1880: Helsinki – schwedisch; Übersetzung: Rafael Hertzberg.[7]
- 1903: Bukarest – rumänisch.[7]
- 1919: Metropolitan Opera New York und Chicago.[1]

In Amerika zählte Crispino e la comare Ende des 19. Jahrhunderts zu den beliebtesten italienischen Opern. Sie gilt als einzige bedeutende italienische komische Oper zwischen Donizettis Don Pasquale (1843) und Verdis Falstaff (1893). Die Bravour-Arie „Io non sono più l’Annetta“ vom Beginn des zweiten Akts wurde gerne von berühmten Sopranistinnen als Paradenummer gesungen und auch mehrfach auf Tonträger eingespielt. Aus den 1960er Jahren gibt es ein Video mit Joan Sutherland.:10
1938 verfilmte der Regisseur Vincenzo Sorelli das Libretto der Oper mit den Schauspielern Ugo Ceseri (Crispino), Silvana Jachino (La marchesina), Mario Pisu (Il giovane pittore), Guglielmo Sinaz (Il medico) und Dina Perbellini (La comare).
Auch in neuerer Zeit wird die Oper noch gelegentlich gespielt:
- 1979: Wexford Festival Opera – mit Sesto Bruscantini und Lucia Aliberti.[1]
- 1981: Camden Festival.[1]
- 1983: Venedig, Teatro Malibran – Inszenierung: Roberto De Simone; auch 1984 am Teatro San Carlo in Neapel und 1985 wieder in Venedig.[1]
- 1984: Saluzzo, Savigliano, Asti und Nizza Monferrato – Inszenierung: Franco Vacch; 1986 auch in Piacenza.[1]
- 1989: Savona, Teatro Gabriello Chiabrera.[12]
- 2004: Maxlrain/Bad Aibling.[13]
- 2013: Martina Franca, Palazzo Ducale beim Festival Valle d’Itria – Inszenierung: Alessandro Talevi.[14][4]
- 2020: Zürich, Theater im Seefeld –  Kammermusikfassung von Emmanuel Siffert, Inszenierung: Bruno Rauch.[15]

## Aufnahmen
- 1960 – Ausschnitte. Aufnahmen der RAI. EJS 299.[16]
- 14. Juli 1974 oder 1977 – Marco della Chiesa (Dirigent), Orchester und Chor der RAI di Torino.
 Mario Chiappi (Crispino Tacchetto), Emilia Ravaglia (Annetta), Alessandro Corbelli (Fabrizio), Angelo Nosotti (Mirabolano), Bernardino di Bagno (Don Asdrubale), Dora Carral (Lisetta), Luisella Ciaffi Ricagno (Gevatterin).
 Live, konzertant aus Turin(?).
 MRF LP: MRF-180 (3 LPs), UORC 342 (2 LPs), OD 10196 (2 CDs).[17][16][18]:15117
- November 1989 – Paolo Carignani (Dirigent), Orchestra Sinfonica di San Remo, Coro di Reggio Calabria F. Cilea.
 Roberto Coviello (Crispino Tacchetto), Daniela Lojarro (Annetta), Simone Alaimo (Fabrizio), Antonio Marani (Mirabolano), Enrico Cossutta (Contino del Fiore), Riccardo Ristori (Don Asdrubale), Daniela Benori (Lisetta), Serena Lazzarini (Gevatterin).
 Live aus dem Teatro Gabriello Chiabrera in Savona.
 Bongiovanni 2095/96-2 (2 CDs).[12][18]:15118
- 13./29. Juli 2013 – Jader Bignamini (Dirigent), Orchestra Internazionale d’Italia, Chor des Teatro Petruzzelli di Bari.
 Domenico Colaianni (Crispino Tacchetto), Stefania Bonfadelli (Annetta), Mattia Olivieri (Fabrizio), Alessandro Spina (Mirabolano), Fabrizio Paesano (Contino del Fiore), Carmine Monaco (Don Asdrubale), Lucia Conte (Lisetta), Romina Boscolo (Gevatterin), Francesco Castoro (Bortolo).
 Auch Video; live aus dem Palazzo Ducale in Martina Franca.
 Dynamic CDS 7675/1-2 (2 CDs), Dynamic 37675 (DVD).[10][4]

## Digitalisate
- Crispino e la comare: Noten und Audiodateien im International Music Score Library Project
- Libretto (italienisch, nur Auszüge), Venedig 1850. Digitalisat im Corago-Informationssystem der Universität Bologna
- Libretto (italienisch, drei Akte), Mailand 1850. Digitalisat im Internet Archive
- Doctor Crispin. Libretto (italienisch/deutsch, vier Akte), Victoria-Theater Berlin. Digitalisat der Library of Congress (deutsche Fassung von M. Claepius)
- The cobbler and the fairy. Libretto (italienisch/englisch) mit Noten der wichtigsten Arien, nach 1866. Digitalisat der Library of Congress